# Pampa (Texas)
Pampa è un comune (city) degli Stati Uniti d'America e capoluogo della contea di Gray nello Stato del Texas. La popolazione era di 17 994 abitanti al censimento del 2010.

## Geografia fisica
Pampa è situata a 35°32′35″N 100°57′53″W (35.543005, -100.964744).
Secondo lo United States Census Bureau, la città ha una superficie totale di 23,21 km², dei quali 23,21 km² di territorio e 0 km² di acque interne (0% del totale).

## Storia
Nel 1888, la ferrovia di Santa Fe fu costruita attraverso l'area in cui sarebbe stata stabilita Pampa. Furono costruiti una stazione ferroviaria e un ufficio telegrafico, e il sito della città fu progettato da George Tyng, proprietario del ranch White Deer Lands. La città fu chiamata prima "Glasgow", poi "Sutton",  poi il nome fu cambiato in "Pampa" perché il territorio ricordava le praterie delle pampa del Sud America su suggerimento dello stesso Tyng. Timothy Dwight Hobart, nativo del Vermont, cominciò a vendere appezzamenti di terreno situate all'interno della città solo a persone che accettarono di stabilirsi lì e di sviluppare la terra, e Pampa divenne presto un centro agricolo. Gas e petrolio furono scoperti nel Texas Panhandle nel 1916. Pampa prosperò notevolmente durante il boom petrolifero che ne conseguì e la sede del governo della contea di Gray fu spostata nel 1928 da Lefors a Pampa.
Negli anni '20, Pampa fu collegata tramite ferrovia alle contee di Hemphill, Texas, e Clinton, Oklahoma, collegamento che fu reso possibile dalla combinazione di due società dal nome simile, la  "Clinton, Oklahoma, and Western Railroad Company" e la  "Clinton-Oklahoma-Western Railroad Company of Texas". Entrambe queste società furono presto acquistate dalla  "Panhandle and Santa Fe Railway" che le tenne fino allo scioglimento nel 1965.
L'Army Air Forces Training Command ha gestito il Pampa Army Air Field che restò in funzione dal 1942 al 1945. Il sito dell'ex base si trova vicino all'incrocio tra la SH 152 e la FM 1474 , circa 10 miglia a est della città.
L'8 giugno 1995 un violento tornado ha colpito la sezione industriale sul lato ovest di Pampa, distruggendo o danneggiando circa 250 aziende e abitazioni. Provocò 30 milioni di dollari di danni e fu il tornado più distruttivo mai registrato per questa città. Al suo apice, fu classificato con il livello F4 sulla scala Fujita.

## Società

### Evoluzione demografica
Secondo il censimento del 2010, la popolazione era di 17 994 abitanti.

### Etnie e minoranze straniere
Secondo il censimento del 2010, la composizione etnica della città era formata dall'80,9% di bianchi, il 3,31% di afroamericani, lo 0,83% di nativi americani, lo 0,43% di asiatici, lo 0% di oceanici, l'11,95% di altre razze, e il 2,57% di due o più etnie. Ispanici o latinos di qualunque razza erano il 26,01% della popolazione.